# NGC 2524
NGC 2524 je galaksija u zviježđu Risu.

## Vanjske poveznice
- SEDS: NGC 2524